# تيبور شيكي
كان تيبور شيكي (وُلد في يوم 14 فبراير من عام 1912، وتوفي في يوم 20 سبتمبر من عام 1988)، ويُعرف أيضًا بشيكي تيبور وفقًا للهجاء المجري، مستكشفًا متعدد اللغات، وكاتبًا مجريًا، و«مواطنًا من العالم». انتُخب في عام 1986 ليصبح عضوًا في أكاديمية إسبرانتو وعضوًا شرفيًا في مؤسسة إسبرانتو العالمية. من بين رواياته وكتب أسفاره ومقالاته، ثمة قصة قصيرة بعنوان كوميواوا، فتى الأدغال، وهو كتاب أطفال يتحدث عن حياة الهنود البرازيليين، جرت ترجمته إلى سبعة عشر لغة، وفي عام 1987، فاز بلقب أفضل كتب الأطفال في اليابان. في عام 2011، أعلن اتحاد إسبرانتو الأوروبي أن عام 2012 سيكون «عام تيبور شيكي» تكريمًا لذكرى ميلاده المئة.

## سيرته

### شبابه 1912 - 1939
| أهداف الرحلات |  | مواضيع كتبه |  | الموطن |  | بلدان أوروبا |

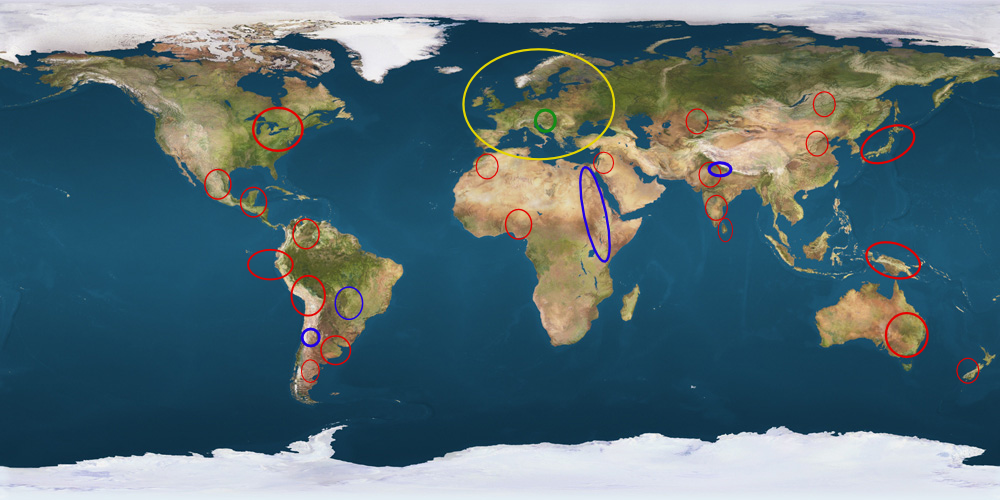
أهداف رحلات تيبور شيكي حول العالم

كان والد شيكي طبيبًا بيطريًا، وتنقلت العائلة كثيرًا نتيجة ذلك. بعد ولادة تيبور بعدة أشهر، انتقلت العائلة إلى سيني (تقع في رومانيا الآن)، حيث عاش تيبور حتى بلغ العاشرة. مع أن المجرية كانت «لغته الأم»، لكن اللغة المحكية الشائعة كانت الألمانية. كان لشيكي أختين على الأقل وأخ، أنتوني، الذي عاونه لاحقًا في عدة كتب. في عام 1922، استقرت العائلة في كيكيندا، وهي جزء من مملكة يوغسلافيا (في صربيا حاليًا)، حيث تعلم تيبور اللغة الصربية الكرواتية. درس أيضًا الفرنسية وسرعان ما صار يعلمها لزملائه الطلاب. تابع شيكي تعلم اللغات بمعدل لغة جديدة كل أربع سنوات. في عام 1926، انتقلت عائلته إلى نيكشيتش (في الجبل الأسود اليوم)، حيث باشر ارتياد النادي الرياضي وبتسلق الجبال وحيث مشى على امتداد الجبل الأسود بطولها. في عام 1929، دخل جامعة زغرب (في كرواتيا) وفي عام 1933 كان واحدًا من أصغر ثلاثة طلاب تخرجوا من كلية الحقوق. في ذلك الوقت، درس تيبور أيضًا الرسم، والنحت، ولغة الإسبرانتو، وصناعة الأفلام والصحافة. لكن العمل في القانون أضجره، وحول اهتمامه إلى الكتابة. بدأ العمل بصفة صحفي في زغرب. بدأ العمل في زغرب ككاتب سيناريو في عام 1937. في عام 1982، ناقش انحداره من اليهود السفارديين مع نيل بلونشتاين في مؤتمر الشباب العالمي للإسبرانتو في ليوفين، بلجيكا.

### سفره حول العالم
بدءًا من العام 1939، كان شيكي رحالة دؤوبًا، ومع أنه كان يرجع دومًا إلى صربيا بين رحلاته العديدة، لكن حاجته لاستكشاف آفاق جديدة كانت مندمجة مع فضول نهم تجاه الناس. عادت رحلاته وبعثاته الاستكشافية بكتب تُرجمت إلى أكثر من عشرين لغة.

### جنوب أميركا 1939 – 1954
في عام 1939، غادر زغرب متجهًا إلى الأرجنتين بغية كتابة مقالة عن المنفيين الكرواتيين لصحيفة هرفاتسكي دنيفنيك في زغرب. كان شيكي على متن سفينة تيريزا في الرحلة التي ربما كانت آخر رحلاتها نتيجة اندلاع الحرب العالمية الثانية. في عام 1939، استخدمت إيطاليا السفن الأخرى التي كانت تبحر عادة إلى جنوب أميركا من ريييكا - فيوم بسبب الحرب في إفريقيا. انطلاقًا من رييكا (التي أصبحت لاحقًا فيوم في إيطاليا)، توجه إلى بوينس آيرس، متوقفًا في نابلس، وجنوة (إيطاليا)، وسانتوس (البرازيل)، ومونتيفيديو (الأوروغواي). وصل تيبور إلى بوينس آيرس في يوم 19 أغسطس من عام 1939. كونه محبًا للسلام في طبيعته، تنبأ شيكي باندلاع الحرب واختار الابتعاد عن الاقتتال. لم يكن هذا القرار الصعب نتيجة الافتقار إلى الشجاعة الشخصية -–كان شيكي معروفًا بإبدائه شجاعة طائشة على مدى حياته -–لكن مواطن العالم المجري هذا كان ببساطة غير راغب بمناصرة أي أيديولوجية متعلقة بأهداف عسكرية.
في غضون عامين، كان قد شحذ معرفته بإسبانيا وعمل صحفيًا، وكان ينشر مجلة شهريةً متخصصة بالسفر والاستكشاف. بقي شيكي في الأرجنتين للأعوام الخمس عشرة اللاحقة، يكتب
ويستكشف أميركا الجنوبية.